# Cryptodus debilis
Cryptodus debilis är en skalbaggsart som beskrevs av Blackburn 1890. Cryptodus debilis ingår i släktet Cryptodus och familjen Dynastidae. Inga underarter finns listade i Catalogue of Life.